# Counter-Strike
Counter-Strike [ˈkaʊntəˌstɹaɪk] (englisch für Gegenschlag), kurz CS, ist eine seit 2000 erscheinende Computerspielreihe des US-amerikanischen Unternehmens Valve. In den Online-Taktik-Shootern treten bis zu 20 Kontrahenten aufgeteilt in Terroristen und Anti-Terror-Einheit in diversen Spielmodi mit jeweils unterschiedlichen Zielvorgaben gegeneinander an. Die gängigsten beiden Varianten lassen die Terroristen einen Sprengsatz zur Detonation bringen oder die Anti-Terror-Einheit eine Gruppe Geiseln befreien, während die Gegenseite dies jeweils zu verhindern versucht.

## Spielprinzip
Im Spiel treten zwei Teams, Terroristen (Terrorists, „T“) auf der einen und Antiterror-Einheit (Counter-Terrorists, „CT“) auf der anderen Seite, in taktischen Kämpfen gegeneinander an. Je nach gespieltem Szenario erhält eines der Teams einen in begrenzter Zeit zu erfüllenden Auftrag, was das jeweils gegnerische Team verhindern muss. Durch Eliminierung der gegnerischen Spieler oder Erfüllung von Missionszielen erhält der einzelne Spieler Punkte sowie virtuelles Geld. Der Abschuss von Mitspielern oder zivilen Geiseln wird mit Geld- und Punktabzug bestraft.
Gespielt wird in mehreren Runden. Die Teams starten an zwei festgelegten, meist gegenüberliegenden Orten auf der Karte, den Spawn-Zonen. Jeder Spieler kann sich zu Beginn jeder Spielrunde Waffen und taktische Ausrüstung (Handgranaten, Schutzwesten etc.) von seinem in vorherigen Runden verdienten Geld kaufen. Eine Runde endet, wenn die Missionsziele erfüllt wurden oder alle Spielfiguren eines Teams eliminiert wurden. Im Gegensatz zu Spielen mit Deathmatch-Modus können Spieler nach einem Abschuss erst in der nächsten Runde wieder einsteigen und können bis dahin zuschauen. Überlebt der Spieler eine Runde, bleiben Waffen, Ausrüstungsgegenstände und Munition für die nächste Runde erhalten. Der Kontostand eines Spielers bleibt auch nach dem Tod der Spielfigur erhalten und wird nur bei einem Wechsel des Teams zurückgesetzt.
Jeder Spieler startet zu Beginn einer Runde mit 100 Lebenspunkten. Sobald die Lebenspunkte auf Null reduziert wurden, bedeutet dies den Tod der Spielfigur. Lebenspunkte können durch Beschuss gesenkt, aber auch durch den Fall aus großer Höhe, Explosionen oder andere Einflüsse der Spielumgebung beeinträchtigt werden. Der erlittene Schaden hängt von der verwendeten Waffe und der getroffenen Körperstelle ab. So ist ein einzelner Kopfschuss häufig letal, im Gegensatz zu einem Beintreffer. Solange die Spielfigur lebt, hat eine bloße Reduzierung der Lebenspunkte keine negativen Effekte.

### Nutzerschnittstelle

Benutzeroberfläche von Counter-Strike

Counter-Strike wird typischerweise mit Tastatur und Maus gespielt. Zur Bewegung der Spielfigur wird genretypisch die WASD-Tastenbelegung verwendet: Mit W bewegt sich die Spielfigur vorwärts, mit S rückwärts, mit A und D seitwärts. Weitere Tasten ermöglichen dem Spieler das Springen, sich zu ducken, zu schleichen, mit Objekten zu interagieren und mit anderen Spielern zu chatten. Die Maus wird zum Ändern der Blickrichtung und zum Zielen benutzt. Durch das Drücken der linken Maustaste wird die derzeit ausgerüstete Waffe ausgelöst, mit der rechten Maustaste kann der Feuermodus umgeschaltet, ein Schalldämpfer montiert oder durch das Zielfernrohr anvisiert werden. Die verfügbaren Waffen können mit dem Scrollrad oder den Tasten 1 bis 5 durchgewechselt werden.
Während des Spiels werden auf dem Bildschirm verschiedene Informationen angezeigt. Im oberen linken Eck befindet sich das „Radar“, das die Positionen der Teammitglieder im Vergleich zur eigenen Position darstellt. Oben rechts werden alle Abschüsse, die betroffenen Spieler und die verwendete Waffe aufgelistet. Im unteren Bereich befindet sich die Anzeige der Lebenspunkte, die Rüstungsanzeige, die den Status der Schutzweste anzeigt, die verbleibende Rundenzeit sowie am rechten Rand das eigene Geld sowie die Menge an Munition, die sich in der aktuellen Waffe befindet bzw. als Reserve dabei ist.

#### Kommunikation
Klassischerweise bietet Counter-Strike eine Chatfunktion. Wie in allen bekannten Mehrspielertiteln kommt hier häufig abkürzend die Gamersprache zum Einsatz. Eine weitere Kommunikationsoption ist die integrierte Sprach-Kommunikationssoftware (Voice-Tool), die es den Spielern ermöglicht, direkt mit einem Mikrofon oder Headset mit den Teamkameraden zu kommunizieren. Zudem stehen vorgefertigte Sprach-Samples (Radio-Commands) zur Verfügung, die entweder über ein Menü im Spiel oder direkt per Tastendruck ausgelöst werden können. Beispiele sind „Roger that!“ für eine Bestätigung oder „Need backup!“ zum Rufen von Hilfe. Diese werden dann bei den anderen Teammitgliedern abgespielt und es entsteht der Eindruck von Funkverkehr. Eine Alternative zur Verständigung stellen entsprechende Anwendungen von Drittanbietern, wie TeamSpeak, Skype oder Discord dar.

### Szenarien und Karten
Mit den Spielen werden jeweils mehrere Karten mitgeliefert. Jede der dreidimensionalen Spielumgebungen stellt dabei einen realistisch gestalteten fiktionalen Einsatzort dar. Auf jeder Karte sind die Startpunkte der Teams sowie ggf. Startpunkte der Geiseln oder die Positionen zur Platzierung der Bombe festgelegt. Der Name des Levels beginnt üblicherweise mit einem Kürzel, das das gespielte Szenario anzeigt.
Da der Hersteller die Werkzeuge zur Entwicklung von Spielinhalten sowie deren technische Dokumentation Spielern und Drittanbietern zur Verfügung stellt, wurden für alle Serienableger unzählige benutzerdefinierte Karten, Spielmodi und weitere Spielinhalte erstellt und zum Download zur Verfügung gestellt. Der Übergang zur Total-Conversion-Mod ist dabei fließend.

#### Geiselrettung
Beim Geiselrettungs-Szenario (englisch „Hostage-Rescue“, Kürzel cs) befinden sich in der Nähe des Terroristen-Startpunkts drei oder vier computergesteuerte Geiseln, die von der Antiterroreinheit befreit und in eine Rettungszone eskortiert werden müssen. Dazu muss die Antiterroreinheit die Geiseln erreichen und sie durch Drücken einer Taste ansprechen, woraufhin diese dem Spieler hinterherlaufen. Die schlechte künstliche Intelligenz und die mangelhafte Kontrolle über die Geiseln führten dazu, dass dieses Szenario in Wettkämpfen gemieden wurde. Das Geiselrettungs-Szenario war das erste und in frühen Beta-Versionen einzige Szenario von Counter-Strike.

#### Entschärfung
Das Entschärfungs-Szenario (englisch „Defusion“, Kürzel de) ist das meistgespielte. Einer der Terroristen startet mit einer C4-Sprengladung, die an einem von zwei speziell markierten Plätzen gelegt werden kann. Ziel der Terroristen ist es, die Bombe zu legen und so lange zu verteidigen, bis der Zeitzünder abgelaufen ist. Die Antiterroreinheit muss entweder das Legen der Bombe verhindern oder die platzierte Bombe entschärfen. Hierbei reduziert ein Entschärfungs-Set, das man am Anfang der Runde erwerben kann, den erforderlichen Zeitaufwand. Welcher der Terroristen die Bombe in seinem Waffenarsenal findet, wird zu Beginn der Runde per Zufallsgenerator entschieden. Wird der Bombenträger getötet oder wirft er diese weg, so kann ein andrer Terrorist die Bombe an sich nehmen. Die SWAT-Spieler können die Bombe weder aufheben noch entschärfen bevor der Zeitzünder aktiviert wurde.

## Spiele

### Übersicht
| Jahr | Titel                                                                            | Entwickler                                       |
| ---- | -------------------------------------------------------------------------------- | ------------------------------------------------ |
| 2000 | Counter-Strike                                                                   | Sierra Studios, Valve                            |
| 2004 | Counter-Strike: Condition Zero                                                   | Ritual Entertainment, Turtle Rock Studios, Valve |
| 2004 | Counter-Strike: Source                                                           | Valve, Turtle Rock Studios                       |
| 2004 | Counter-Strike Neo                                                               | Namco                                            |
| 2008 | Counter-Strike Online                                                            | Nexon                                            |
| 2012 | Counter-Strike: Global Offensive                                                 | Valve, Hidden Path Entertainment                 |
| 2013 | Counter-Strike Online 2                                                          | Nexon                                            |
| 2014 | Counter-Strike Nexon: Zombies (später umbenannt zu Counter-Strike Nexon: Studio) | Nexon                                            |
| 2023 | Counter-Strike 2                                                                 | Valve                                            |

### Counter-Strike
Das am 9. November 2000 veröffentlichte Counter-Strike ist eine Modifikation des Ego-Shooters Half-Life und wurde besonders durch LAN-Partys und das Internet bekannt. Counter-Strike wurde ursprünglich von einer von Minh Le („Gooseman“) und Jess Cliffe („cliffe“) geleiteten Gruppe von Hobby-Entwicklern erstellt, deren Mitglieder später zum Teil bei Valve arbeiteten. In dem Spiel geht es um Gefechte zwischen Terroristen und einer Antiterroreinheit, bei denen bestimmte Aufträge erfüllt werden müssen.
Seit der Veröffentlichung von Version 1.0 am 8. November 2000 war Counter-Strike über zehn Jahre lang eines der populärsten und meistgespielten Online-Actionspiele und das meistgespielte Spiel im E-Sport. Aufgrund seiner hohen Bekanntheit wurde das Spiel von den Massenmedien regelmäßig als Beispiel für „Killerspiele“ herangezogen und auch mit Amokläufen wie dem Amoklauf von Erfurt in Verbindung gebracht. Ungewöhnlich ist und war die lang anhaltende hohe Popularität von Counter-Strike, trotz des Alters des Spiels und der am Ende deutlich veralteten Grafikdarstellung. Das ursprüngliche Spiel wurde inzwischen weitgehend durch seine Nachfolger abgelöst.

### Counter-Strike: Condition Zero
Nach langer Entwicklungszeit kam 2004 Counter-Strike: Condition Zero in den Handel, eine vor allem für Einzelspieler ausgelegte, zum Vorgänger grafisch verbesserte Variante des Spiels. Während der Entwicklung wurde das Team mehrfach ausgetauscht: nach Rogue Entertainment und Gearbox Software übernahm Ritual Entertainment das Projekt. Die Turtle Rock Studios führten es zum Abschluss.
Condition Zero bietet zwei Einzelspieler-Modi:
- Im Einspieler-Hauptspiel muss der Spieler vorgegebene Aufgaben erfüllen, um im Spiel einen höheren Rang (Turnier) zu erreichen. Jeder Rangaufstieg wird mit virtuellem Geld vergütet, mit dem der Spieler zusätzliche computergesteuerte Mitstreiter erwerben kann. Diese bieten verschiedene Fähigkeiten und Waffen und sind hilfreich, da der Schwierigkeitsgrad mit jedem neuen Level steigt.
- Das zweite Einzelspieler-Spiel sind die sogenannten „Deleted Scenes“ („Gelöschte Szenen“). Bei den „Deleted Scenes“ handelt es sich um einen Einzelspieler-Modus von Counter-Strike, der von Ritual Entertainment entwickelt wurde und zunächst von Valve während der Entwicklung verworfen worden war. Nach massiver Kritik von Computerspiele-Zeitschriften wurde das Spiel jedoch zur finalen Veröffentlichung wieder eingebaut. Im Spielverlauf befindet sich der Spieler in der Rolle eines Elitesoldaten vor allem in Kriegsregionen und muss vorgegebene Missionsziele erfüllen, z. B. Geiseln retten oder Gebäude infiltrieren.

Weiterhin bietet Condition Zero Mehrspieler-Bots mit wählbaren Schwierigkeitsstufen. Diese erzeugen automatisch der KI dienende Wegpunkte für die Map und sind somit in jede Karte integrierbar. Auch die Intelligenz der Geiseln wurde deutlich verbessert, beispielsweise sind sie in Condition Zero auch in der Lage, Leitern zu benutzen, zu springen, sich zu ducken und selbstständig zu fliehen.
Condition Zero erreichte zwar eine gewisse Verbreitung, jedoch nie die Popularität des ursprünglichen Counter-Strike, da es sich im Wesentlichen um ein grafisches Update handelte und viele Spieler aufgrund der nötigen Umgewöhnung und der erneuten Anschaffungskosten auf einen Umstieg verzichteten oder direkt auf das nur wenig später erschienene Counter-Strike: Source wechselten. So spielten Anfang 2009 nur wenige hundert bis einige tausend Spieler gleichzeitig Condition Zero auf den öffentlichen Servern, während die Urversion Spieleranzahlen von weit über 50.000 erreichte.

### Counter-Strike: Source
Counter-Strike: Source ist eine nur wenige Monate nach Condition Zero veröffentlichte Umsetzung des ursprünglichen Spielprinzips auf Basis der hauseigenen Source-Engine, die zuvor bereits in Half-Life 2 zum Einsatz kam. Durch die neue Engine und Verwendung der Physik-Engine Havok konnten detailreichere Spielgrafik und realistischere Physik-Simulationen in der Spielwelt (bewegliche Gegenstände, Ragdoll-Effekte) erreicht werden.

### Counter-Strike Neo
Counter-Strike Neo ist eine Arcade-Adaptation von Counter-Strike, die von Namco für den japanischen Markt veröffentlicht wurde. Die Hintergrundgeschichte entfernt sich dabei von dem Terrorismus-Szenario hin zu Spielfiguren im Anime-Stil. Das Spiel implementiert darüber hinaus ein „Karmasystem“, das Spieler belohnt, die Gegner direkt angehen und solche bestraft, die sich verstecken.

### Counter-Strike: Global Offensive
Am 21. August 2012 veröffentlichte Valve Counter-Strike: Global Offensive für Windows, macOS, PlayStation 3 und Xbox 360. Der von Hidden Path entwickelte vierte Serieneintrag enthält neue Waffen, Charaktere und Karten und verwendet, wie sein Vorgänger, die Source-Engine. Zunächst für plattformübergreifendes Spiel geplant, machte die restriktive Patchpolitik des PlayStation-Herstellers Sony die dafür nötigen regelmäßigen Aktualisierungen auf allen Plattformen unmöglich.

### Counter-Strike 2
Am 22. März 2023 stellte Valve mit Counter-Strike 2 den Nachfolger von Global Offensive mit der Source-2-Engine vor, welcher am 27. September 2023 veröffentlicht wurde. Das Spiel wurde ersetzt, sodass Global Offensive offiziell nicht mehr spielbar ist. Die gesammelten Gegenstände wurden übertragen.

## Rezeption
| Spiel            | GameRankings        | Metacritic                          | OpenCritic | Verkaufte Einheiten |
| ---------------- | ------------------- | ----------------------------------- | ---------- | ------------------- |
| Counter-Strike   | PC: 89 % Xbox: 73 % | PC: 78/100 Xbox: 74/100             |            | 5,7 Mio.            |
| Condition Zero   | 67 %                | 65/100                              |            | 2,9 Mio.            |
| Source           |                     | PC: 88/100                          |            | 2,1 Mio.            |
| Global Offensive |                     | PC: 83/100 X360: 79/100 PS3: 80/100 | 82/100     | 24,2 Mio.           |

### Spielerzahlen

Spieler-Anteile der Online-Shooter 2007

Counter-Strike war rund zehn Jahre lang bei dauerhaft rund 50.000 bis 200.000 Spielern der weltweit meistgespielte Online-Shooter. Dies änderte sich erst mit dem Wechsel von Team Fortress 2 als kostenpflichtiges Spiel hin zu einem Free-to-Play-Titel am 24. Juni 2011. Ende 2012 wurde das klassische Counter-Strike weitgehend von Global Offensive abgelöst.
Bis Mitte 2011 wurden über 25 Millionen Einheiten der Spielreihe verkauft.

### Kritik
Insbesondere der erste Serieneintrag wurde in den Medien oft als „Killerspiel“ bezeichnet, da mit Waffen auf menschlich aussehende Spielfiguren geschossen wird. Mit steigendem Bekanntheitsgrad wurde das Spiel regelmäßig als Beispiel für Gewalt in Computerspielen angeführt, wobei Medien mitunter die Gewaltdarstellungen stark übertrieben wiedergaben und fälschlicherweise behauptet wurde, Ziel des Spieles sei es, auf Schüler und Passanten zu schießen. Tatsächlich sind die einzigen unbewaffneten Zivilisten im Spiel computergesteuerte (erwachsene) Geiseln, deren Abschuss für Spieler beider Teams Strafpunkte bewirkt, also vermieden werden sollte.
2002 bearbeitete die damalige Bundesprüfstelle für jugendgefährdende Schriften (heute: Bundesprüfstelle für jugendgefährdende Medien) einen Indizierungsantrag zu Counter-Strike. Nach dem Amoklauf von Erfurt am 26. April 2002 spitzte sich die öffentliche Diskussion zu diesem Thema zu, obwohl sich später herausstellte, dass der Amokläufer andere Egoshooter bevorzugte. Zur Untersuchung lud die BPjS erstmals Vertreter der Spielergemeinschaft ein. Am 16. Mai 2002 gab die BPjS bekannt, sie stelle eine gewisse Jugendgefährdung fest, die jedoch nicht für eine Indizierung ausreiche. Zur Begründung wurde beispielsweise herangezogen, dass man das Spielziel auch ohne Töten der Gegner erreichen kann und in der Spielergemeinschaft vielfältige Kommunikationsmöglichkeiten – besonders auf LAN-Partys – genutzt werden. Gleichzeitig drängte die BPjS auf eine Novellierung des Jugendschutzgesetzes, die Juni 2002 beschlossen und zum 1. April 2003 umgesetzt wurde.
Der Amokläufer von Emsdetten vom 20. November 2006 soll laut Zeitungsberichten neben anderen Ego-Shootern auch regelmäßig Counter-Strike gespielt und seine eigene Schule als Counter-Strike-Level nachgebaut haben. Auch der Amokläufer von Winnenden hat laut Zeitungsberichten viel Zeit mit „Killerspielen“ verbracht, Counter-Strike sei auf seinem Computer installiert gewesen. Der Besitz des Spiels sei „angesichts des Beliebtheitsgrads des Shooters unter jungen Männern […] kaum verwunderlich“, so Computerspielmagazin GameStar.

### E-Sport

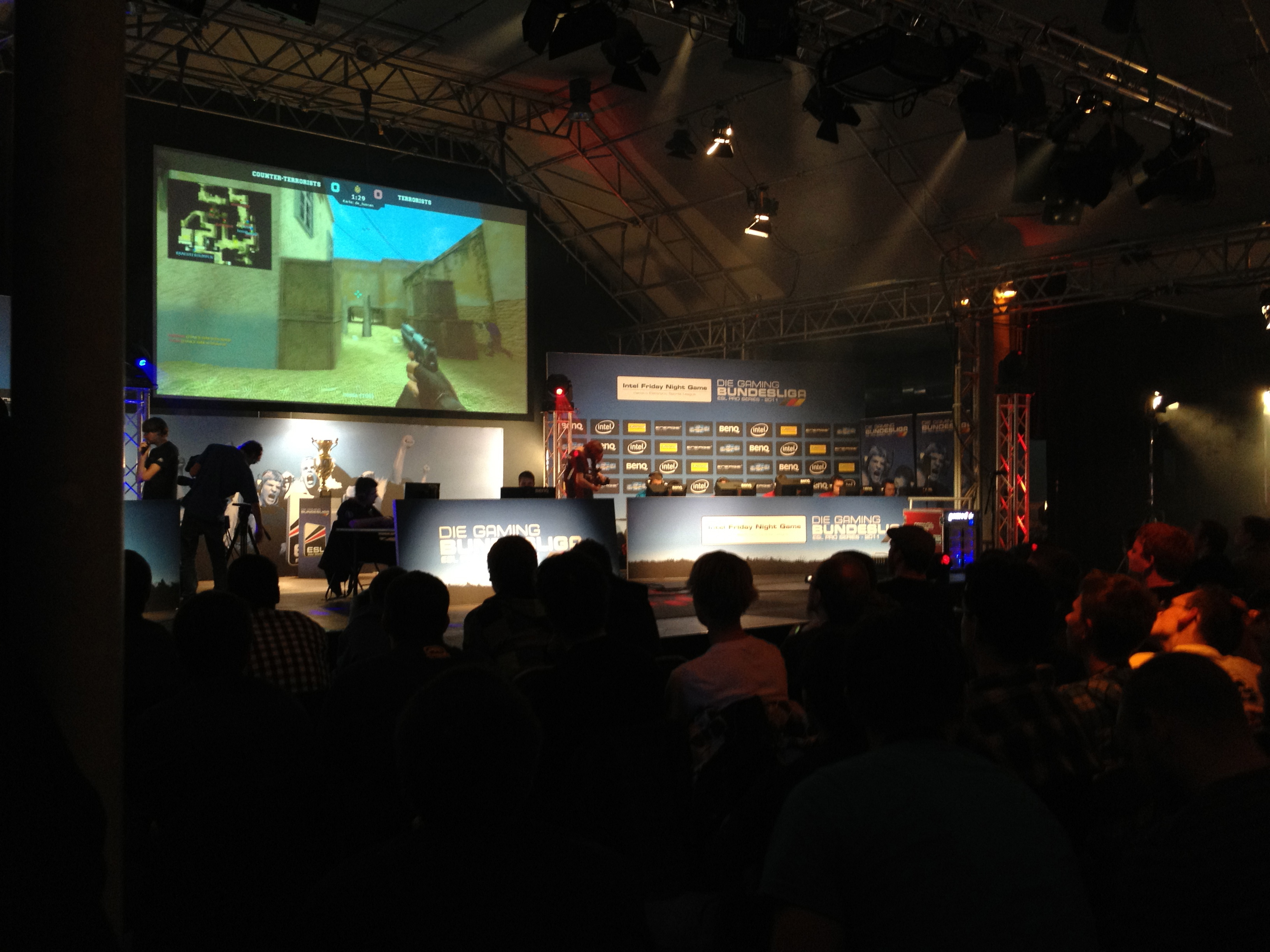
Counter-Strike-Wettbewerb auf der Intel Friday Night Game 2011

Counter-Strike wird weltweit professionell gespielt und es ist eines der bekanntesten E-Sport-Spiele. Den internationalen Durchbruch erreichte der erste Serienteil, als er am 14. März 2001 Quake III Arena als offizielles Turnierspiel des CPL World Championship Event ablöste. Neben Amateur- und Freizeitligen existierten internationale Profiligen, in denen es anerkannte Meisterschaften und internationale Wettkämpfe gab. Außerhalb spezieller Counter-Strike-Ligen hatten fast alle Multigame-Ligen das Spiel im Programm. In den Profiligen waren international Siegprämien in Höhe von mehreren 10.000 Euro verbreitet. In den Counter-Strike Wettbewerben 2006 und 2007 wurden jeweils Preisgelder von insgesamt über 1.000.000 US$ an die Mannschaften ausgeschüttet. Mit einem Preisgeld von 200.000 US$ war der CPL Summer 2003 das höchstdotierte Counter-Strike-Turnier.